# Xanthophenax maynei
Xanthophenax maynei là một loài tò vò trong họ Ichneumonidae.